# العلاقات الإريترية الفرنسية
العلاقات الإريترية الفرنسية هي العلاقات الثنائية التي تجمع بين إريتريا وفرنسا.

## مقارنة بين البلدين
هذه مقارنة عامة ومرجعية للدولتين:
| وجه المقارنة                                              | إريتريا                                      | فرنسا                                                    |
| --------------------------------------------------------- | -------------------------------------------- | -------------------------------------------------------- |
| المساحة (كم2)                                             | 117.60 ألف                                   | 643.80 ألف                                               |
| عدد السكان (نسمة)                                         | 6.33 مليون                                   | 67.12 مليون                                              |
| الكثافة السكانية (ن./كم²)                                 | 53.83                                        | 104.26                                                   |
| العاصمة                                                   | أسمرة                                        | باريس                                                    |
| اللغة الرسمية                                             | اللغة التغرينية، اللغة العربية، لغة إنجليزية | لغة فرنسية                                               |
| العملة                                                    | ناكفا                                        | يورو، فرنك س ف ب، فرنك فرنسي، Livre tournois ‏            |
| الناتج المحلي الإجمالي (بليون دولار)                      | 2.61 مليار                                   | 2.58 تريليون                                             |
| الناتج المحلي الإجمالي (تعادل القوة الشرائية) بليون دولار |                                              | 2.87 تريليون                                             |
| الناتج المحلي الإجمالي الاسمي للفرد دولار أمريكي          |                                              | 36.20 ألف                                                |
| الناتج المحلي الإجمالي للفرد دولار أمريكي                 |                                              | 39.33 ألف                                                |
| مؤشر التنمية البشرية                                      | 0.391                                        | 0.888                                                    |
| رمز المكالمات الدولي                                      | +291                                         | +33                                                      |
| رمز الإنترنت                                              | .er                                          | .fr، .bzh ‏، .tf، .re، .wf، .yt، .pm، .paris              |
| المنطقة الزمنية                                           | ت ع م+03:00                                  | أوروبا/باريس ‏، توقيت وسط أوروبا، توقيت وسط أوروبا الصيفي |

## مدن متوأمة
في ما يلي قائمة باتفاقيات التوأمة بين مدن إريترية وفرنسية:
- ترتبط أسمرة مع نيفير باتفاقية توأمة.

## منظمات دولية مشتركة
يشترك البلدان في عضوية مجموعة من المنظمات الدولية، منها:
| علم المنظمة | اسم المنظمة                        | تاريخ انضمام إريتريا | تاريخ انضمام فرنسا |
| ----------- | ---------------------------------- | -------------------- | ------------------ |
|             | مؤسسة التمويل الدولية              | 11 أكتوبر 1995       | 20 يوليو 1956      |
|             | منظمة حظر الأسلحة الكيميائية       | ?                    | ?                  |
|             | البنك الإفريقي للتنمية             | ?                    | ?                  |
|             | يونسكو                             | 2 سبتمبر 1993        | 4 نوفمبر 1946      |
|             | الأمم المتحدة                      | 28 مايو 1993         | 24 أكتوبر 1945     |
|             | الاتحاد الدولي للاتصالات           | 6 أغسطس 1993         | 1866               |
|             | منظمة الشرطة الجنائية الدولية      | ?                    | ?                  |
|             | البنك الدولي للإنشاء والتعمير      | 6 يوليو 1994         | 27 ديسمبر 1945     |
|             | الاتحاد البريدي العالمي            | ?                    | ?                  |
|             | مؤسسة التنمية الدولية              | 6 يوليو 1994         | 30 ديسمبر 1960     |
|             | وكالة ضمان الاستثمار متعدد الأطراف | 10 سبتمبر 1996       | 28 ديسمبر 1989     |

## وصلات خارجية
- موقع وزارة الخارجية الفرنسية